# Mosabruni
Mosabruni (en georgiano: მოსაბრუნი) o Razdajan (en osetio: Раздæхæн; en ruso: Раздахан) es un pueblo que pertenece a la parcialmente reconocida República de Osetia del Sur, parte del distrito de Leningor, aunque de iure pertenece al municipio de Ajalgori de la región de Mtsjeta-Mtianeti de Georgia.

## Geografía
Mosabruni está en sur del municipio de Ajalgori, cerca de la frontera con el resto de Georgia.

## Historia
Durante la duración del conflicto georgiano-osetio hasta la victoria rusa en la guerra ruso-georgiana de 2008, con la que las de facto autoridades de Osetia del Sur establecieron el control sobre el valle de Ksani, Mosabruni formaba parte del territorio controlado por el gobierno de Georgia.
Después de agosto de 2008, el pueblo quedó bajo el control de las autoridades de la República de Osetia del Sur. El 27 de agosto de 2008, se instaló un puesto fronterizo militar ruso adicional en el área del pueblo para evitar el acceso de la policía georgiana.

## Demografía
La evolución demográfica de Mosabruni entre 1959 y 2015 fue la siguiente:
| 200                                                      | 281 | 218 |
| (Fuente: Population of South Ossetia since Soviet times) |     |     |

Según el censo soviético de 1959, la mayoría de la población local eran georgianos. Según el censo de 2002 realizado por las autoridades georgianas, que controlaban la parte oriental del municipio de Ajalgori, la composición étnica del pueblo es la siguiente:
|              | 2002      | 2002       |
| Grupo étnico | Población | Porcentaje |
| ------------ | --------- | ---------- |
| Georgianos   | 140       | 51%        |
| Osetios      | 135       | 48%        |
| Total        | 281       | 100%       |

## Infraestructura

### Transporte
Para 2016, uno de los cuatro puntos de cruce de la frontera entre Georgia y Osetia del Sur opera en Mosabruni-Razdajan, pero solo pasan los residentes locales en una lista especial. Los ciudadanos de terceros países no pueden cruzar la frontera.